# Thomas Stickroth
Thomas Stickroth (Spitznamen Sticki, Stickinho; * 13. April 1965 in Stuttgart) ist ein ehemaliger deutscher Fußballspieler und heutiger -trainer.

## Karriere
Thomas Stickroth bestritt in seiner Karriere 169 Erst- und 222 Zweitligaspiele mit 14 respektive 30 Toren. Stickroth spielte im Mittelfeld sowie in der Abwehr. Sein größter Erfolg war die UEFA-Pokal-Qualifikation mit dem VfL Bochum in der Saison 1996/1997 unter Trainer Klaus Toppmöller. Seine Markenzeichen waren die langen dunklen Haare und die „brasilianische“ Spielweise, weshalb er die Spitznamen „Stickinho“ oder „weißer Brasilianer“ erhielt. Im Sommer 2002 beendete er seine Profikarriere beim VfL Bochum, die 1983 beim damaligen Zweitligisten SC Freiburg begonnen hatte. Zwischenstationen waren der FC 08 Homburg, Bayer 05 Uerdingen, der FC St. Mirren aus Schottland, und der 1. FC Saarbrücken, bevor Stickroth 1995 ins Ruhrgebiet wechselte. Nach seiner Profilaufbahn absolvierte er noch Freundschafts- und Benefizspiele für die Traditionself des VfL Bochum.
Heute arbeitet Thomas Stickroth als Coach und Mentaltrainer, so von 2014 bis 2015 für den Hamburger Zweitligisten FC St. Pauli. Als Co-Trainer war er in der Saison 2016/17 beim damaligen Drittligisten FSV Frankfurt engagiert. Seit der Saison 2017/18 saß er als Co-Trainer beim Liechtensteiner Club FC Vaduz auf der Bank, der in der Challenge League, der 2. Liga der Schweiz spielt.
Seit Dezember 2018 war Stickroth Assistenztrainer unter Jens Keller beim Zweitligisten FC Ingolstadt 04. Am 2. April 2019 wurden beide vom Verein freigestellt.
Mitte November 2019 übernahmen Keller und Stickroth den Zweitligisten 1. FC Nürnberg. Nachdem der FCN die reguläre Saison auf dem 16. Platz abgeschlossen hatte, wurden Keller und Stickroth vor der Relegation freigestellt.
Seit August 2020 ist Stickroth Assistent von Daniel Meyer bei Zweitligist Eintracht Braunschweig.

## Familie
Thomas Stickroths Vater Bruno Stickroth (1937–2017) war Model, Frisör, Schauspieler und in Stuttgart als der schöne Bruno bekannt. Seine Ehefrau Andrea, geb. Vogels, war einst ein bekanntes Model in Großbritannien, Fernsehmoderatorin und Schauspielerin. Seine Schwester Daniela hat sich in der Electro-Szene als erfolgreiche Produzentin einen Namen gemacht.

## Sonstiges
Anfang Februar 1989 wurde Stickroth bei einem Nachtbummel in Krefeld mit einem Messer schwer verletzt. Ihm wurden mehrere Stiche in die Herzgegend zugefügt, Stickroth musste umgehend operiert werden.